# Viven
Viven település Franciaországban, Pyrénées-Atlantiques megyében. Lakosainak száma 175 fő (2022. január 1.). Viven Argelos, Auga, Doumy, Séby és Thèze községekkel határos.

## Népesség
A település népessége az elmúlt években az alábbi módon változott:
| Lakosok száma | 180  | 188  | 202  | 187  | 183  | 178  | 177  | 176  | 175  |
|               | 2013 | 2015 | 2016 | 2017 | 2018 | 2019 | 2020 | 2021 | 2022 |